# Saint-Pavace
Saint-Pavace är en kommun i departementet Sarthe i regionen Pays de la Loire i nordvästra Frankrike. Kommunen ligger i kantonen Le Mans-Nord-Campagne som tillhör arrondissementet Le Mans. År 2022 hade Saint-Pavace 2 002 invånare.

## Befolkningsutveckling
Antalet invånare i kommunen Saint-Pavace
| Referens: INSEE |